# Angelo Fusinato
Angelo Fusinato (Arsiè, 6 aprile 1802 – 28 luglio 1854) è stato un vescovo cattolico italiano.

## Biografia
Nacque ad Arsiè il 6 aprile 1802.
Il 23 settembre 1826 fu ordinato presbitero per la diocesi di Padova.
Il 20 maggio 1850 fu nominato vescovo di Concordia da papa Pio IX. Ricevette la consacrazione episcopale il 16 febbraio 1851 dal vescovo di Padova Modesto Farina. Prese possesso della diocesi il 22 marzo seguente.
Morì il 28 luglio 1854 all'età di 52 anni.

## Genealogia episcopale
La genealogia episcopale è:
- Cardinale Scipione Rebiba
- Cardinale Giulio Antonio Santori
- Cardinale Girolamo Bernerio, O.P.
- Arcivescovo Galeazzo Sanvitale
- Cardinale Ludovico Ludovisi
- Cardinale Luigi Caetani
- Cardinale Ulderico Carpegna

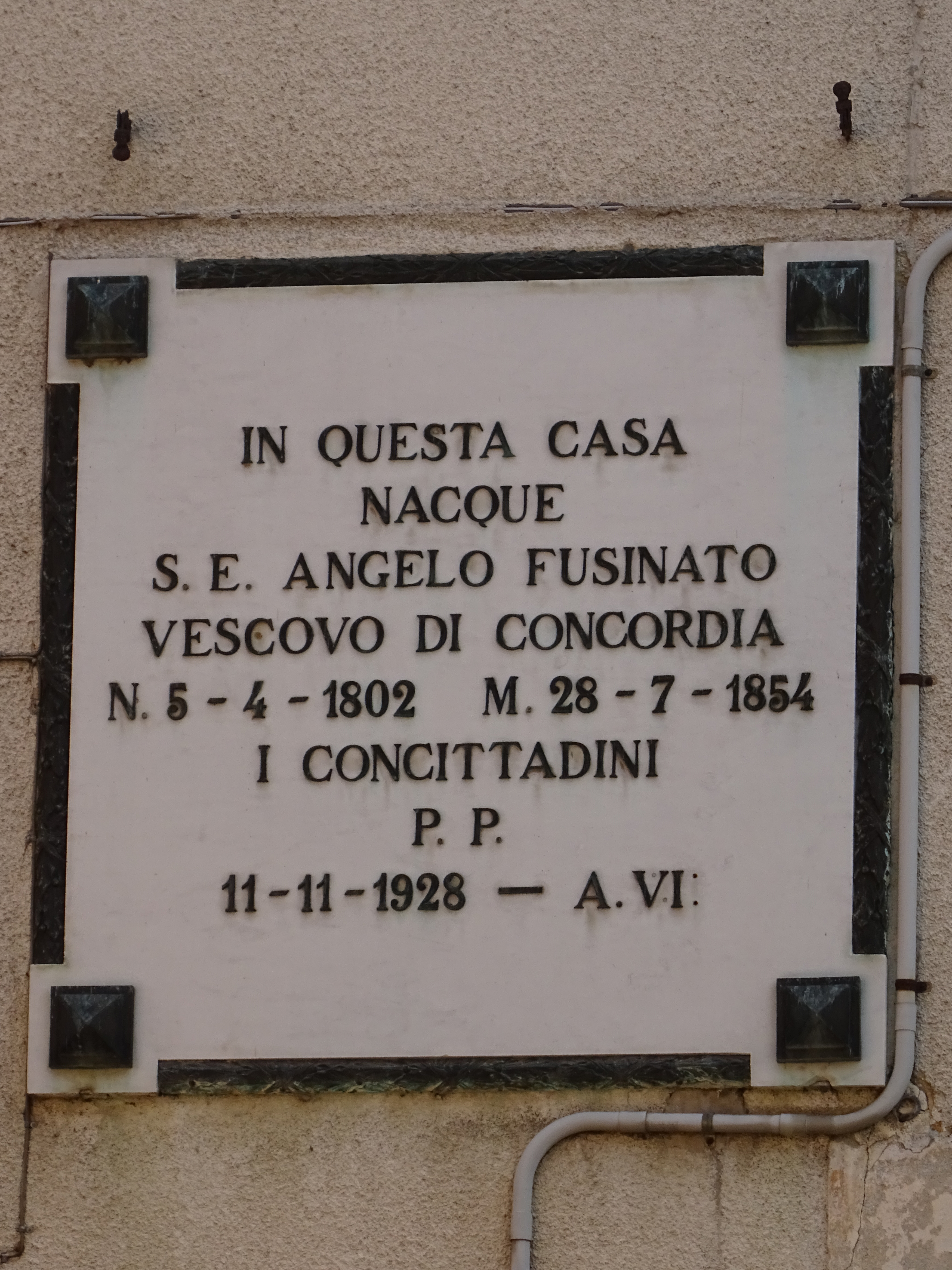
Targa sulla casa natale ad Arsiè

- Cardinale Paluzzo Paluzzi Altieri degli Albertoni
- Papa Benedetto XIII
- Papa Benedetto XIV
- Papa Clemente XIII
- Cardinale Marcantonio Colonna
- Cardinale Giacinto Sigismondo Gerdil, B.
- Cardinale Giulio Maria della Somaglia
- Vescovo Modesto Farina
- Vescovo Angelo Fusinato